# Antonio Recalcati
Pour les articles homonymes, voir Recalcati.
 (août 2021).
Si vous disposez d'ouvrages ou d'articles de référence ou si vous connaissez des sites web de qualité traitant du thème abordé ici, merci de compléter l'article en donnant les références utiles à sa vérifiabilité et en les liant à la section « Notes et références ».
 (août 2021).
Antonio Récalcati, né le 2 mai 1938 à Bresso dans la banlieue de Milan et mort le 4 décembre 2022 à Milan, est un peintre et sculpteur italien contemporain.

## Biographie
En 1960, Antonio Recalcati rencontre à Milan le poète et critique Alain Jouffroy qui remarque son travail. Entre 1960 et 1962 il expose à Venise, Bruxelles. Sa production de jeunesse gravite, d'abord, dans un espace informel mais, dès 1960, avec le cycle impronte" (Empreintes) (peintures obtenues par l'impression de son corps et de ses vêtements directement sur les toiles) il exprime sa volonté de dépasser ces limites.
En 1963, il s'installe à Paris où il rencontre les peintres Gilles Aillaud, Eduardo Arroyo et Paul Rebeyrolle.
En 1965, avec Gilles Aillaud et Eduardo Arroyo, il montre un polyptyque, qui est une œuvre collective majeure de l'époque : Vivre et laisser mourir ou la fin tragique de Marcel Duchamp. Les trois peintres y résument en cinq épisodes combatifs et narratifs et en trois phases artistiques (le Nu descendant l'escalier, Fontaine et Le Grand verre) l'ascension puis la chute imaginaire de Marcel Duchamp.
Dans les années 1970 sa peinture aborde des thèmes d'engagement social et représente des sujets tels que les luttes estudiantines, les conditions de la classe ouvrière dans les périphéries des grandes agglomérations 
Entre 1965 et 1971, il accomplit de nombreux voyages à New York, au Venezuela, au Mexique, à Cuba, au Brésil et en Extrême-Orient. 
En 1980, Recalcati s'installe à New York, jusqu'à l'été 1985.
En 1990, il se rapproche une nouvelle fois de la céramique à la suite de son séjour à Albissola Marina où il produit, à la manufacture San Giorgio, une série de 656 vases. Son intérêt pour les « paysages » new yorkais (les rues, les trottoirs, les reflets dans les flaques d'eau, les terrains de basket et autres portraits de joueurs) se poursuit jusqu'à la fin des années 1980 avec la série After Storm (Après l'Orage) présentée à la Galerie Philippe Daverio de Milan en 1988.
1992 marque le début de son travail de sculpteur à Carrare, et par la suite à l'atelier Angeli à Querceta.
En 1996, retour à la peinture. Il engage une suite de grandes toiles reprenant le nom de ses séjours au Maroc (Essaouira, Mogador, Mediterraneo notamment).
Une rétrospective de son œuvre est présentée en 2004 à Milan dans la galerie Valtellinese : « La passion de la liberté ».
Il meurt à Milan le 4 décembre 2022 à l'âge de 84 ans.